# Santo António dos Olivais
Santo António dos Olivais ist eine Gemeinde (Freguesia) im portugiesischen Kreis Coimbra. In ihr leben 41.150 Einwohner (Stand 19. April 2021).

## Persönlichkeiten
César Maria de Serpa Rosa (* 1899 in Santo António dos Olivais; † 1968 in Lissabon), Offizier, Gouverneur von Portugiesisch-Timor (1950–1958)